# Kościół św. Antoniego Padewskiego w Człopie
Kościół Świętego Antoniego Padewskiego w Człopie – rzymskokatolicki kościół parafialny, należący do dekanatu Mirosławiec, diecezji koszalińsko-kołobrzeskiej, zlokalizowany w Człopie, w powiecie wałeckim, w województwie zachodniopomorskim. 

## Historia
Świątynia została wybudowana w stylu neogotyckim w latach 1934-1938, konsekrowana w dniu 23 października 1938 roku przez księdza prałata Franza Hartza z Piły. W ołtarzu głównym zostały złożone szczątki świętych męczenników Wenustusa i Konkordii. Budowla murowana, dwunawowa z wieżą. Wnętrze zostało urządzone w stylu tyrolskim.